# Saint-Pierre-d'Eyraud
Saint-Pierre-d'Eyraud è un comune francese di 1 685 abitanti situato nel dipartimento della Dordogna nella regione della Nuova Aquitania.

## Società

### Evoluzione demografica
Abitanti censiti